# Шадрино (Вадський район)
Шадрино (рос. Шадрино) — село в Вадському районі Нижньогородської області Російської Федерації.
Населення становить 7 осіб. Входить до складу муніципального утворення Новомирська сільрада.

## Історія
Від 2009 року входить до складу муніципального утворення Новомирська сільрада.

## Населення
| 1999 | 2002 | 2010 |
| ---- | ---- | ---- |
| 59   | ↘38  | ↘7   |